# Rällvarden
Rällvarden i Älvdalens kommun, i norra Dalarna på gränsen till Härjedalen,  är en så kallad vard. Rällvarden når 779 meter över havet. Rällvarden ligger cirka 6 kilometer nordväst om Storvarden och är utsatt på Terrängkartan Särna 15D NO.